# IC 322
IC 322 — галактика типу D (карликова галактика) у сузір'ї Телець.
Цей об'єкт міститься в оригінальній редакції індексного каталогу.